# Totaleinsatz
Totaleinsatz (en alemán: despliegue total) fue un término coloquial de jóvenes checos para trabajos forzados bajo el dominio alemán en la Segunda Guerra Mundial, durante la ocupación alemana de Checoslovaquia. 400.000 checos trabajaron como trabajadores forzados en Alemania. Este era un subconjunto del Arbeitseinsatz para hombres alemanes, pero con ambigüedad en cuanto a la situación de los checos bajo el Protectorado de Bohemia y Moravia. Los trabajadores reclutados checos generalmente eran tratados como los franceses y holandeses, por ejemplo, se les permitía tener fotografías familiares, y no como trabajadores esclavos de facto como el ostarbeiter ucraniano.